# Pheidole tragica
Pheidole tragica är en myrart som beskrevs av Wheeler 1934. Pheidole tragica ingår i släktet Pheidole och familjen myror. Inga underarter finns listade i Catalogue of Life.